# Empury
Empury település Franciaországban, Nièvre megyében. Lakosainak száma 77 fő (2022. január 1.). Empury Saint-André-en-Morvan, Bazoches, Lormes, Pouques-Lormes és Saint-Martin-du-Puy községekkel határos.

## Népesség
A település népességének változása:
| Lakosok száma | 78   | 78   | 81   | 83   | 84   | 85   | 86   | 81   | 77   |
|               | 2013 | 2015 | 2016 | 2017 | 2018 | 2019 | 2020 | 2021 | 2022 |